# Litarcturus antarcticus
Litarcturus antarcticus is een pissebed uit de familie Antarcturidae. De wetenschappelijke naam van de soort is voor het eerst geldig gepubliceerd in 1910 door Bouvier.